# Nuevo Recuerdo, Amatenango de la Frontera
Nuevo Recuerdo är en ort i Mexiko.   Den ligger i kommunen Amatenango de la Frontera och delstaten Chiapas, i den sydöstra delen av landet, 900 km sydost om huvudstaden Mexico City. Nuevo Recuerdo ligger 719 meter över havet och antalet invånare är 395.
Terrängen runt Nuevo Recuerdo är bergig söderut, men norrut är den kuperad. Nuevo Recuerdo ligger nere i en dal. Runt Nuevo Recuerdo är det ganska tätbefolkat, med 108 invånare per kvadratkilometer. Närmaste större samhälle är Frontera Comalapa, 12,5 km norr om Nuevo Recuerdo. I omgivningarna runt Nuevo Recuerdo växer huvudsakligen savannskog.